# Bandeira do Reino Unido
A bandeira nacional do Reino Unido da Grã-Bretanha e da Irlanda do Norte, também conhecida por Bandeira da União (em inglês:  Union Flag), é resultado da sobreposição desses elementos:
- A cruz de São Jorge, da bandeira da Inglaterra (vermelha, no meio, com fundo branco);
- A cruz de Santo André, da bandeira da Escócia (branca, em formato de X, com fundo azul);
- A cruz de São Patrício, que representa a Ilha da Irlanda (vermelha em formato de X, com fundo branco).[4]

O País de Gales, a outra nação britânica, por sua vez, nunca foi representado na bandeira do Reino Unido, tendo sido neste sentido considerado, juntamente com a Cornualha, como uma região da Inglaterra, portanto também representado na bandeira da União pela bandeira inglesa, da cruz de São Jorge. Os galeses, cuja bandeira oficial constitui-se em um dragão vermelho sobre fundo horizontalmente dividido entre as cores branca (metade superior) e verde (inferior), também têm sua própria cruz, a de São Davi (amarela, no meio, sobre fundo preto).
Em 1 de maio de 1707, ocorreu a união das coroas da Inglaterra e Escócia, dando origem ao Reino da Grã-Bretanha, cuja bandeira uniu a cruz de São Jorge à cruz de Santo André. A União da Irlanda com a Grã-Bretanha, e consequente adição da cruz de São Patrício, só se realizaria em 1801, dando origem ao Reino Unido da Grã-Bretanha e Irlanda. 

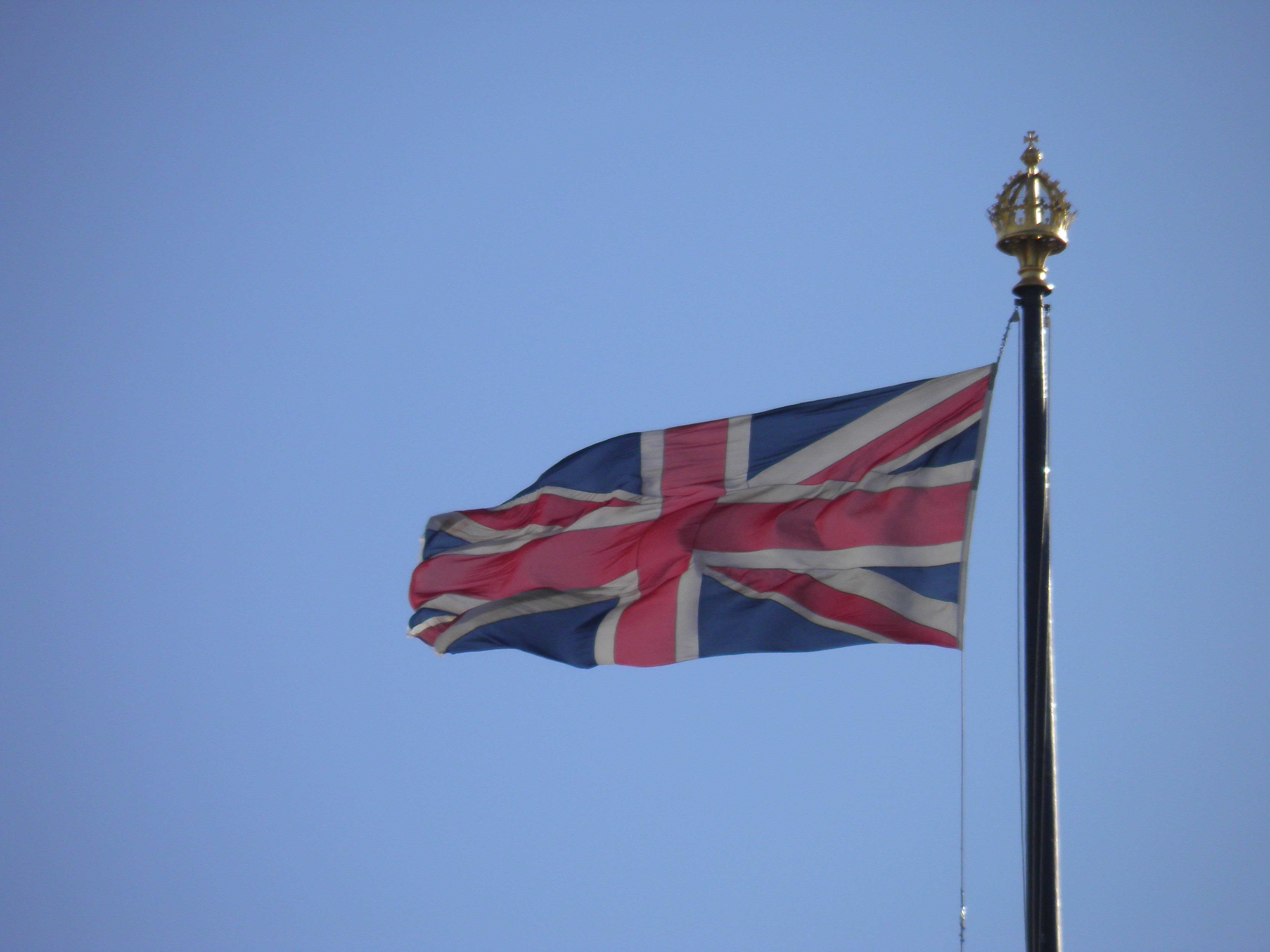
No célebre mastro com coroa pontal no cimo da Torre Vitória, no parlamento britânico.

Orientação vertical

A bandeira ficaria inalterada mesmo com a independência da maior parte da Irlanda, que tornou-se em 1922 um país reconhecidamente independente com o nome oficial de Estado Livre Irlandês, fazendo o Reino Unido alterar seu nome oficial para o atual em 1927. 

## Comunidade Britânica
| · Cruz de Santo André · Séc. XVI (Escócia)               | · Cruz de Santo André · Séc. XVI (Escócia)               | · Cruz de Santo André · Séc. XVI (Escócia)               | · Cruz de Santo André · Séc. XVI (Escócia)               | · Cruz de Santo André · Séc. XVI (Escócia)               | · Cruz de Santo André · Séc. XVI (Escócia)               |  |  | · Cruz de São Jorge · Séc. XVI (Inglaterra & País de Gales) | · Cruz de São Jorge · Séc. XVI (Inglaterra & País de Gales) | · Cruz de São Jorge · Séc. XVI (Inglaterra & País de Gales) | · Cruz de São Jorge · Séc. XVI (Inglaterra & País de Gales) | · Cruz de São Jorge · Séc. XVI (Inglaterra & País de Gales) | · Cruz de São Jorge · Séc. XVI (Inglaterra & País de Gales) |
| · Cruz de Santo André · Séc. XVI (Escócia)               | · Cruz de Santo André · Séc. XVI (Escócia)               | · Cruz de Santo André · Séc. XVI (Escócia)               | · Cruz de Santo André · Séc. XVI (Escócia)               | · Cruz de Santo André · Séc. XVI (Escócia)               | · Cruz de Santo André · Séc. XVI (Escócia)               |  |  | · Cruz de São Jorge · Séc. XVI (Inglaterra & País de Gales) | · Cruz de São Jorge · Séc. XVI (Inglaterra & País de Gales) | · Cruz de São Jorge · Séc. XVI (Inglaterra & País de Gales) | · Cruz de São Jorge · Séc. XVI (Inglaterra & País de Gales) | · Cruz de São Jorge · Séc. XVI (Inglaterra & País de Gales) | · Cruz de São Jorge · Séc. XVI (Inglaterra & País de Gales) |
|                                                          |                                                          |                                                          |                                                          |                                                          |                                                          |  |  |                                                             |                                                             |                                                             |                                                             |                                                             |                                                             |
|                                                          |                                                          |                                                          |                                                          |                                                          |                                                          |  |  |                                                             |                                                             |                                                             |                                                             |                                                             |                                                             |
| · Bandeira da Grã-Bretanha de 1606 · 1707 (Grã-Bretanha) | · Bandeira da Grã-Bretanha de 1606 · 1707 (Grã-Bretanha) | · Bandeira da Grã-Bretanha de 1606 · 1707 (Grã-Bretanha) | · Bandeira da Grã-Bretanha de 1606 · 1707 (Grã-Bretanha) | · Bandeira da Grã-Bretanha de 1606 · 1707 (Grã-Bretanha) | · Bandeira da Grã-Bretanha de 1606 · 1707 (Grã-Bretanha) |  |  | · Cruz de São Patrício · Origem desconheceida (Irlanda)     | · Cruz de São Patrício · Origem desconheceida (Irlanda)     | · Cruz de São Patrício · Origem desconheceida (Irlanda)     | · Cruz de São Patrício · Origem desconheceida (Irlanda)     | · Cruz de São Patrício · Origem desconheceida (Irlanda)     | · Cruz de São Patrício · Origem desconheceida (Irlanda)     |
| · Bandeira da Grã-Bretanha de 1606 · 1707 (Grã-Bretanha) | · Bandeira da Grã-Bretanha de 1606 · 1707 (Grã-Bretanha) | · Bandeira da Grã-Bretanha de 1606 · 1707 (Grã-Bretanha) | · Bandeira da Grã-Bretanha de 1606 · 1707 (Grã-Bretanha) | · Bandeira da Grã-Bretanha de 1606 · 1707 (Grã-Bretanha) | · Bandeira da Grã-Bretanha de 1606 · 1707 (Grã-Bretanha) |  |  | · Cruz de São Patrício · Origem desconheceida (Irlanda)     | · Cruz de São Patrício · Origem desconheceida (Irlanda)     | · Cruz de São Patrício · Origem desconheceida (Irlanda)     | · Cruz de São Patrício · Origem desconheceida (Irlanda)     | · Cruz de São Patrício · Origem desconheceida (Irlanda)     | · Cruz de São Patrício · Origem desconheceida (Irlanda)     |
|                                                          |                                                          |                                                          |                                                          |                                                          |                                                          |  |  |                                                             |                                                             |                                                             |                                                             |                                                             |                                                             |
|                                                          |                                                          |                                                          |                                                          |                                                          |                                                          |  |  |                                                             |                                                             |                                                             |                                                             |                                                             |                                                             |
|                                                          |                                                          |                                                          |                                                          |                                                          |                                                          |  |  | · Bandeira do Reino Unido de 1801 · 1801 (Reino Unido)      |                                                             |                                                             |                                                             |                                                             |                                                             |

As antigas bandeiras coloniais britânicas ocasionalmente embutiam nelas mesmas a bandeira do Reino Unido, normalmente no canto superior esquerdo, situação ainda corrente em territórios ainda pertencentes ao país. Muitas ex-possessões britânicas, ao adquirirem independência, alteraram não só seus nomes, como também suas bandeiras de forma que a referência à Union Flag foi retirada do pavilhão nacional, para simbolizar o fim dos tempos coloniais.
Entretanto, alguns países soberanos ainda utilizam a bandeira do Reino Unido, todos da Oceania: notadamente Austrália e Nova Zelândia - cujas dependências de Niue e Ilhas Cook também utilizam a bandeira britânica -, além de Fiji e Tuvalu. Por muito tempo também a África do Sul, mesmo após a independência em 1910, usou bandeiras que incluíam referências à britânica. O Canadá tornou-se independente em 1931, mas continuou a utilizar a bandeira adotada dez anos antes até 1957, quando outra bandeira que também exibia o símbolo britânico passou a ser utilizada. Esta perdurou até 1965, quando foi trocada pela atual.
A Rodésia do Sul, quando declarou em 1964 independência não-reconhecida, tornando-se então simplesmente Rodésia (pois a Rodésia do Norte, independentemente reconhecida, mudara de nome para Zâmbia), também procurou apagar o registro colonial em sua bandeira de facto, embora a bandeira de jure ainda carregasse o símbolo britânico. Só quando tornou-se reconhecidamente o Zimbábue, quinze anos depois, é que a bandeira oficial do país ficaria sem a marca britânica.
O Havaí, atualmente estado dos Estados Unidos, também comporta a bandeira britânica na parte superior esquerda de sua bandeira, desde a época em que foi ocupado pelos britânicos. É o único Estado dos EUA a fazer referência ao Reino Unido na bandeira.
Também aparece nos estados australianos de Nova Gales do Sul, Queensland, Austrália Meridional, Austrália Ocidental, Vitória e Tasmânia; e nas províncias canadenses de Colúmbia Britânica, Ontário e Manitoba.

### Países soberanos

Austrália
Fiji
Nova Zelândia
Tuvalu
África do Sul (de facto entre 1910-1928)
África do Sul (1928-1994)
Canadá (1921-1957)
Canadá (de facto entre 1957-1965)

### Dependências
| Território                             | Bandeira                               | Adotada | Tipo                                | País soberano |
| -------------------------------------- | -------------------------------------- | ------- | ----------------------------------- | ------------- |
| Acrotíri e Deceleia                    | Bases Britânicas Soberanas             | 1801    | Territórios britânicos ultramarinos | Reino Unido   |
| Anguila                                | Anguila                                | 1990    | Territórios britânicos ultramarinos | Reino Unido   |
| Ilha de Ascensão                       | Ilha de Ascensão                       | 2013    | Territórios britânicos ultramarinos | Reino Unido   |
| Bermudas                               | Bermudas                               | 1910    | Territórios britânicos ultramarinos | Reino Unido   |
| Território Britânico Antártico         | Território Antártico Britânico         | 1963    | Territórios britânicos ultramarinos | Reino Unido   |
| Território Britânico do Oceano Índico  | Território Britânico do Oceano Índico  | 1990    | Territórios britânicos ultramarinos | Reino Unido   |
| Ilhas Virgens Britânicas               | Ilhas Virgens Britânicas               | 1960    | Territórios britânicos ultramarinos | Reino Unido   |
| Ilhas Cayman                           | Ilhas Cayman                           | 1958    | Territórios britânicos ultramarinos | Reino Unido   |
| Ilhas Cook                             | Ilhas Cook                             | 1979    | Reino da Nova Zelândia              | Nova Zelândia |
| Ilhas Malvinas                         | Ilhas Malvinas                         | 1999    | Territórios britânicos ultramarinos | Reino Unido   |
| Niue                                   | Niue                                   | 1975    | Reino da Nova Zelândia              | Nova Zelândia |
| Montserrat                             | Montserrat                             | 1909    | Territórios britânicos ultramarinos | Reino Unido   |
| Ilhas Pitcairn                         | Ilhas Pitcairn                         | 1984    | Territórios britânicos ultramarinos | Reino Unido   |
| Ross Dependency                        | Nova Zelândia                          | 1975    | Reino da Nova Zelândia              | Nova Zelândia |
| Santa Helena                           | Santa Helena (território)              | 1984    | Territórios britânicos ultramarinos | Reino Unido   |
| Ilhas Geórgia do Sul e Sandwich do Sul | Ilhas Geórgia do Sul e Sandwich do Sul | 1985    | Territórios britânicos ultramarinos | Reino Unido   |
| Tristão da Cunha                       | Tristão da Cunha                       | 2002    | Territórios britânicos ultramarinos | Reino Unido   |
| Turks e Caicos                         | Ilhas Turks e Caicos                   | 1968    | Territórios britânicos ultramarinos | Reino Unido   |

### Estados-membros de países

Havaí
Colúmbia Britânica
Ontário
Manitoba
Austrália Meridional
Austrália Ocidental
Nova Gales do Sul
Queensland
Tasmânia
Victoria

### Antigas bandeiras coloniais
América

Canadá
Guiana Britânica (atual Guiana)
Honduras Britânica (atual Belize)

Eurásia

Áden (parte do atual Iêmen)
Assentamentos Britânicos do Estreito (parte das atuais Singapura e Malásia)
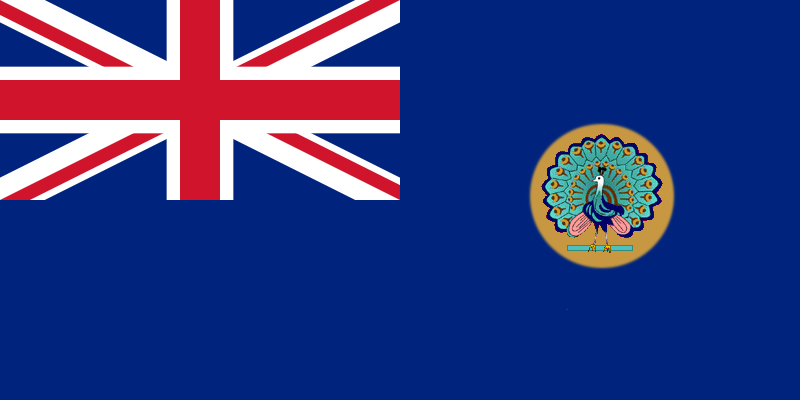
Birmânia Britânica (atual Myanmar)
Bornéu do Norte (parte da atual Malásia)
Ceilão Britânico (atual Sri Lanka)
Chipre
Singapura
Hong Kong
Índia Britânica (atuais Bangladesh, Índia e Paquistão)
Palestina (atual Israel)

África

África Oriental Britânica (atual Quênia)
Cabo (parte da atual África do Sul)
Camarões Britânicos (parte dos atuais Camarões)
Costa do Ouro (atual Gana)
Niassalândia (atual Malauí)
Nigéria
Rio Orange (parte da atual África do Sul)
Rodésia (bandeira de jure, atual Zimbábue)
Rodésia e Niassalândia (atuais Zâmbia, Zimbábue e Malauí)
Protetorado Britânico da África Central (parte do atual Malauí)
Rodésia do Norte (atual Zâmbia)
Rodésia do Sul (atual Zimbábue)
Somalilândia Britânica (atual Somália)
Tanganica (parte da atual Tanzânia)
Uganda

Oceania

Ilhas Gilbert e Ellice (atuais Kiribati e Tuvalu)
Papua (parte da atual Papua Nova Guiné)
Nova Guiné (parte da atual Papua Nova Guiné)